# El sexenio de la muerte
El sexenio de la muerte es una película mexicana al estilo de Vídeo Home, del género de drama, actuada, dirigida y producida por Guillermo Jaime Alarid, de la casa productora de cine Interbalsa S.A.  (Digital Films), rodada en (1997) en locaciones en Ciudad Juárez, Chihuahua y Ciudad de México  México,D.F.  , en Ciudad Juárez participaron los actores Walberto Goldstein, Héctor Molinar, Jesús Molinar que son abogados y son además productores de la casa Cine Producciones Molinar S.A. de C.V.  Y además participó en ella, el actor, director de cine y fotógrafo profesional Rodolfo Rodobertti, el conocido y primer actor Joaquín Cordero, además de Jonh Harms y Luis Reynoso en locación en el hospital privado  Poliplaza Médica  y en la Ciudad de México participaron Azela Robinson y Ernesto Gómez Cruz.

## Sinopsis
El partido de la oposición ha salido ganador, y los miembros del gabinete comienzan a planear la muerte del próximo presidente para repartirse el país... Una hermosa mujer Azela Robinson y un distinguido doctor Joaquín Cordero se jugarán la vida para protegerlo, en angustiosas persecuciones que forman parte del clímax de la cinta.
A esta producción cinematográfica también se le tituló Muerte al presidente (Operación Salamandra), aunque este título solo fue para Ciudad Juárez Chihuahua.

## Reparto
- Guillermo Jaime Alarid - Secretario de Transportación.
- Jorge Almada - Presidente Claudio San Martín.
- Joaquín Cordero - Dr. Julián Bonaparte.
- Gloria A. Gutíerrez -
- Maribel Gutiérrez -
- Ernesto Gómez Cruz - José Arturo Jiménez.
- John Harms - Lorenzo.
- Cesar Medina -
- Héctor Molinar -
- Jesús Molinar -
- Walberto Goldstein - Guardia de seguridad en Poliplaza Médica.
- Carlos Puente - Ortega.
- Héctor Reynoso - Don Cristóbal.
- Luis Reynoso - Roberto Gómez.
- Azela Robinson - Silvia.
- Rodolfo Rodobertti - Silvestre.
- Roberto Solomo - Alejandro Solís.
- Gustavo Zárate - Jaime Peralta.